# Xiaozhai Tiankeng
Lo Xiaozhai Tiankeng (小寨天坑S, Xiǎo zhài tiān kēngP) è un tiankeng situato nella contea di Fengjie, nella provincia cinese di Chongqing, che, con i suoi 662 metri di profondità, è la più profonda formazione carsica di questo tipo conosciuta. 
Nonostante sia stato proposto nel 2001 per indicare un tipo di formazione geomorfologicamente diverso dalla dolina, in virtù della maggiore profondità e verticalità delle pareti, che persiste su quasi tutto il perimetro, il termine tiankeng - che in cinese significa letteralmente pozzo celeste - non è ancora divenuto di largo utilizzo nella comunità scientifica, perciò, in letteratura, il Xiaozhai Tiankeng e le altre formazioni di questo tipo sono ancora spesso indicate come doline da collasso, altrimenti dette "valli di crollo", di eccezionali dimensioni.

## Dimensioni e struttura
Xiaozhai Tiankeng è un tiankeng profondo 662 metri di forma vagamente circolare, con una larghezza di 626 metri e una lunghezza di 511, per una superficie di circa 274000 m² e un volume di circa 119349000 m³. La sezione di questa formazione carsica e lo studio della sua geomorfologia hanno evidenziato come essa si sia generata nel giro di circa 128 000 anni grazie ai crolli successivi di due cavità calcaree, con quella superiore che ha creato una conca profonda circa 320 metri e dalla bocca quasi circolare, e quella inferiore che ha creato una conca più stretta, profonda 342 metri, e dalla bocca vagamente rettangolare larga 268 metri e lunga 257. Entrambe le due conche, che si uniscono a formare il Xiaozhai Tiankeng, hanno pareti quasi verticali tipiche dei tiankeng da collasso e sono collegate da un livello, anch'esso calcareo, che declina più dolcemente ed è coperto da vegetazione.
Sul fondo della formazione è presente il corso d'acqua che ha generato la grotta sotterranea, ossia la grotta Difeng, da cui ha poi avuto origine il Xiaozhai Tiankeng, e che porta via continuamente i detriti dovuti ai crolli che hanno generato quest'ultimo. Il fiume sotterraneo inizia nella gola del Tianjin e, dopo un percorso di circa 8,5 km su un dislivello di circa 364 metri, per cui mantiene una portata media di 8,77 m³/s, raggiunge una scogliera verticale sul fiume Mekong, formando una cascata alta 4 metri. Per quanto riguarda la grotta Difeng, essa si dirama invece per circa 37 km, arrivando a una profondità di 900 metri e con una larghezza che varia dai 2 ai circa 60-70 metri.

## Scoperta
Benché fosse noto da tempo immemore agli abitanti della zona, tra cui gli abitanti del vicino villaggio abbandonato di Xiaozhai, da cui prende il nome, il Xiaozhai Tiankeng è stato portato all'attenzione del mondo scientifico e quindi letteralmente riscoperto nel 1994 da alcuni esploratori britannici facenti parte del China Caves Project, un progetto di esplorazione di ampio respiro che ha portato alla scoperta di decine di altri tiankeng, alcuni dei quali nei dintorni del Xiaozhai Tiankeng, in diverse regioni della Cina.
Negli anni è stata realizzata una scalinata di 2 800 gradini così da facilitare l'accesso al fondo della formazione.

## Flora e fauna

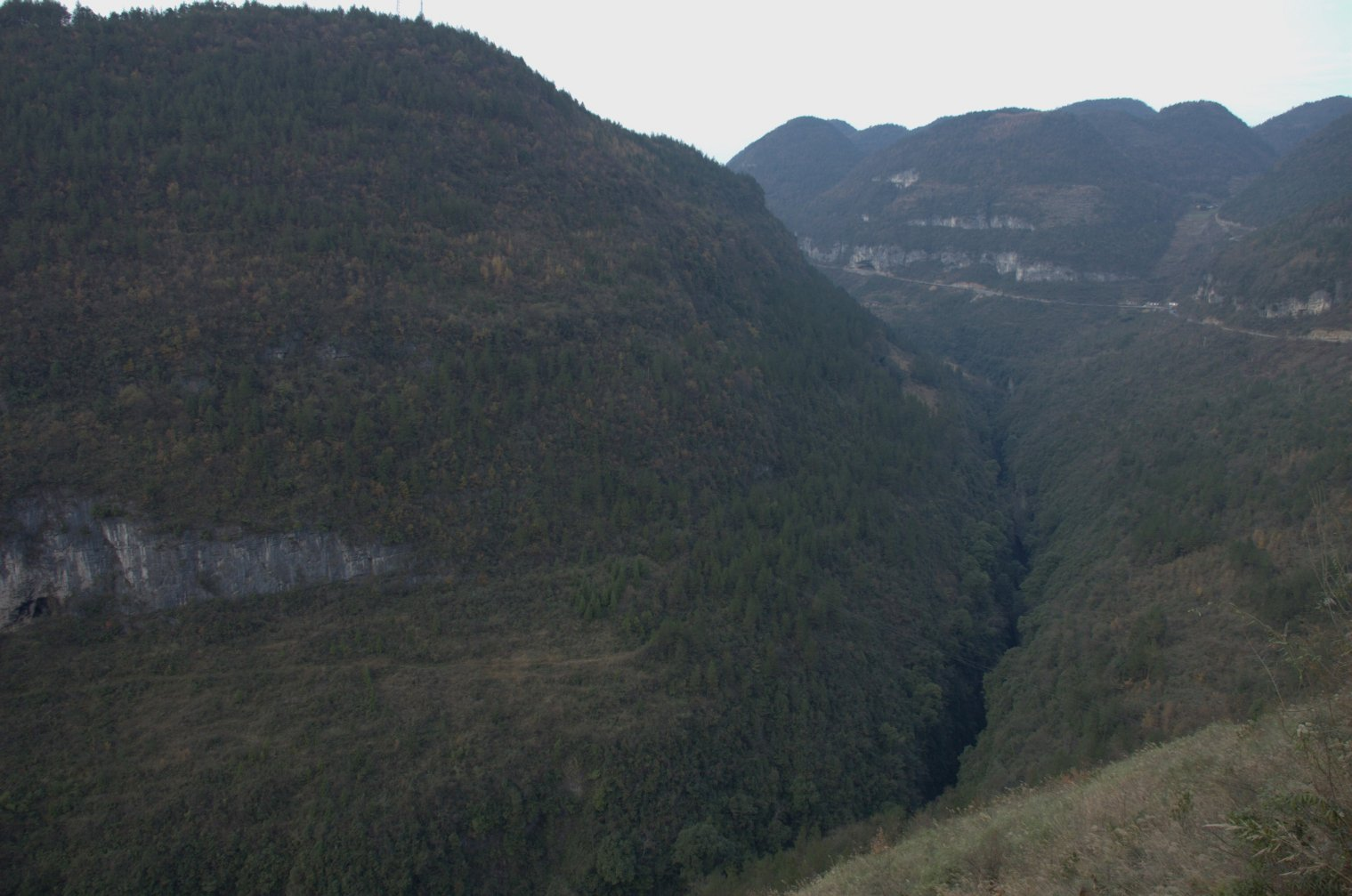
Paesaggio presso Xiaozhai Tiankeng, nel Chongqing

All'interno dello Xiaozhai Tiankeng è stato scoperto un ecosistema praticamente unico, che si è conservato praticamente indisturbato per migliaia di anni. In esso sono state trovate 1 285 diverse specie di piante appartenenti a 224 famiglie, tra cui spicca per importanza il raro Ginkgo biloba, e molte specie di animali, di cui molte rare, come il leopardo nebuloso, il rinopiteco dorato (meno raro) e il fagiano dorato.